# Edifici de La Unión y El Fénix
L'Edifici de la Unión y El Fénix està situat al passeig de Gràcia i el carrer de la Diputació de Barcelona, i està catalogat com a bé cultural d'interès local.

## Història
La companyia La Unión y el Fénix va ser fundada el 1879, arran de la fusió de les asseguradores La Unión (1856) i El Fénix Español (1864). El 1927, adquirí un solar al passeig de Gràcia i el carrer de la Diputació per a construir-hi la seva seu barcelonesa, fins aleshores al carrer de Trafalgar, 10. A tal efecte, va convocar un concurs de projectes que va ser guanyat per l'arquitecte barceloní Eusebi Bona i Puig, artífex d'altres edificis com el Palau Reial de Pedralbes o el Banc Espanyol de Crèdit, i catedràtic de l'Escola d'Arquitectura de Barcelona durant gairebé 40 anys.
Per a l'obtenció del permís d'obres, fou necessari obrir un expedient especial per a corregir l'alineació del xamfrà, que contravenia el Pla Cerdà, i autoritzar l'alçada de 59 m, que sobrepassava la de l'estàtua de Colom, considerada la construcció més alta de la ciutat. El nou edifici va ser construït seguint les mateixes premisses de la seu de Madrid (Alcalá, 39), amb escultures de Frederic Marès enlloc de les Marià Benlliure en el cas madrileny. Fou inaugurat el 22 de març de 1931, en presència de les principals autoritats.

## Descripció
Consta de planta baixa, entresòl i sis pisos, amb una xamfrà semicircular que es corona amb una gran cúpula, coronada per l'emblema de la companyia, una imatge de Ganimedes sobre una au fènix, dissenyada el 1911 per l'escultor francès Charles René de Saint-Marceaux. Si bé aquesta solució circular del xamfrà ja s'havia posat en pràctica en altres edificis del passeig de Gràcia, en aquest passa de ser un nexe d'unió entre les façanes que fan cantonada per a convertir-se en una més del conjunt.
La façana es presenta visualment dividida en tres trams verticals clarament diferenciats a través de potents cornises amb balustrada. La planta baixa destaca per la gran alçada de les obertures que s'hi localitzen. La porta d'accés a la finca es localitza al centre del xamfrà i es caracteritza per la doble alçada de l'espai (vestíbul) al qual s'obre. A diferència de la dita porta, la resta d'obertures del pis inferior emmarquen dos nivells d'alçat, a conseqüència de l'existència d'un nivell d'entresòl. A sobre d'aquest primer nivell i separat per una cornisa (que és la base del balcó corregut d'un primer pis) es desenvolupa el segon cos vertical de la façana. D'aquest en destaquen les parelles de columnes que emmarquen dos nivells de finestres corresponents al pis segon i tercer i que es decoren a la zona de la llinda amb garlandes esculpides de pedra. A sobre es desenvolupa una cornisa o entaulament on, coincidint amb la línia vertical de les columnes, es disposen quatre grups escultòrics (i sengles relleus al seu damunt) realitzats per Frederic Marès, que es corresponen amb al·legories de la indústria, l'agricultura, les arts i la navegació. És precisament al lloc on es disposen dites escultures que comença al tercer nivell de la façana, amb tres pisos de finestres amb balcó ampitat i barana de ferro amb daurats i entre els quals destaca el pis superior. Aquest pis es localitza a la coberta pròpiament dita, a manera de mansarda però en aquest cas corba, coincidint amb l'estructura circular del xamfrà.
La resta de la façana presenta una estructura força similar, però amb alguns elements diferents respecte del xamfrà, espacialment els dos cossos verticals amb uns elements torrejats que el flaquegen.
A l'interior, destaca per la gran alçada del vestíbul, on es disposa una gran escala helicoidal amb graonada de marbre i barana de ferro amb daurats cap als pisos d'entresòl i primer. Aquesta escala es genera en un espai que, a manera de pati cobert per una claraboia, il·lumina l'accés als pisos principals els quals, encara conserven les llums (que imiten torxes) i les portes del projecte arquitectònic original. Aquests dos nivells s'obren al vestíbul a través de sengles miradors amb barana de ferro i daurats; a partir del primer pis, l'escala monumental es transforma en una escala helicoidal més petita que envolta l'ascensor localitzat al centre del seu eix.